# FC Victoria Rosport
El FC Victoria Rosport es un equipo de fútbol de Luxemburgo que juega en la Division Nationale, la liga de fútbol más importante del país.

## Historia
Fue fundado el 1 de octubre de 1928 en la ciudad de Rosport y han llegado a jugar en la Division Nationale en varias ocasiones. Su mayor logro hasta el momento ha sido en ser finalista de la Copa de Luxemburgo en la temporada 2007/08, en la que perdieron ante el CS Grevenmacher.
Han participado en un torneo continental, la Copa Intertoto de la UEFA 2005, en la que fueron eliminados en la primera ronda por el IFK Göteborg de Suecia.

## Palmarés
- Éirepromotioun: 1

2013/14
- Copa de Luxemburgo: 0
  - Finalista: 1

2007/08
- Primera División de Luxemburgo: 1

1999/00

## Participación en competiciones de la UEFA
| Temporada | Torneo                    | Ronda | Club         | Casa | Visita | Global |
| --------- | ------------------------- | ----- | ------------ | ---- | ------ | ------ |
| 2005      | Copa Intertoto de la UEFA | 1     | IFK Göteborg | 1-2  | 1-3    | 2-5    |